# Димитър Ганев (Ганеолу)
Вижте пояснителната страница за други личности с името Димитър Ганев.
Димитър Янков Ганев (Ганеолу) е крупен асеновградски фабрикант, производител на спирт.

## Биография
Роден е на 23 февруари 1846 г. в Станимака. През 1885 г. Димитър Янков Ганев (Ганеолу) открива първата спиртна фабрика в родния си град, която е една от най-големите в Княжество България по това време. За изграждането на комина на фабриката са докарани специални тухли от Франция. Отварянето на спиртната фабрика на Ганеолу е голямо събитие за Станимака и околията за времето си. Основаването на предприятието и добиваният по фабричен начин спирт, който е много по-евтин, рафиниран и много по-добър от ракията, нанасят удар на дребното производство на ракия и на контрабандата на спирт в околията.  Във фабриката на Ганеолу спиртът се е произвежда от царевица, отглеждана в големи количества в околните села, като немалка част от земеделската земя, на която тя е засаждана е негова собственост. Интересно е, че остатъчните продукти от производството на спирта – меласите са се използвали за угояване на волове и крави, които са закупувани от Ганеолу като мършав и изостанал добитък.
От кошарите на фабриката този добитък излиза след няколко месеца угоен, за да се продаде в Цариградските кланици на много по-висока цена. Спиртната фабрика на Ганеолу произвеждала месечно около 20 000 литра спирт. За 5 месеца от август до декември 1895 г. фабрикантът продава само в Станимака около 104 535 литра спирт (годишният внос на спирт в Княжество България през 1894 г. е 5 317 158 л.).  Ганеолу пласира спирт не само в Станимака и околията му, но и в цялата страна. Знае се, че станимашкият фабрикант е осигурявал на работниците си освен препитание, също така и жилища, негова собственост, в които те да живеят заедно със семействата си. При брак на някой от тях е дарявал чеиза и е давал допълнително заплащане на младото семейство. Освен фабриката и сграден фонд, Ганеолу е притежавал хиляди декари земеделска земя и гори. Неслучайно известна местност в Станимака, която е била негова собственост е кръстена на името му „Ганевската кория“. По това време воденичарството е основен поминък в Станимака и Ганеолу е собственик и на множество воденици, между които е прочутата негова воденица в местността „Керемидарницата“. Фабрикантът е един от най-заможните хора по това време в Станимака. Занимава се е и с лихварство. Известен е и с дарителството си. Умира на 15 юни 1927 г. в Станимака.
На мястото на част от спиртната фабрика на Димитър Янков Ганев (Ганеолу) в Асеновград на ул. „Захари Стоянов“ № 7 се намира Средно училище „Свети княз Борис I“.

## Връзка с музикалното изкуство в България
Димитър Янков Ганев (Ганеолу) има отношение към изкуството и по-специално към музиката. Затова неговият син Васил Димитров Ганев, освен че изпълнява задълженията си във фабриката на баща си, е и известен в Станимака музикант, а по-късно и учител по музика във френския колеж „Свети Августин“ в Пловдив. Много често в дома на Ганеолу са гостували такива личности като Панчо и Любен Владигерови, Асен Карастоянов и др., които са близки приятели на сина му Васил Ганев и снаха му Мария Ганева (също учител).
Димитър Янков Ганев (Ганеолу) е дядо на:
- големия български музикант и общественик Димитър Ганев – истинска легенда в българската джаз и попмузика, един от създателите и диригенти на Биг Бенда на БНР, основател и диригент на оркестър „Балкантон“, дългогодишен главен директор на ДСП „Бюро естрада“;
- Янко Ганев, който е бил известен актьор в асеновградския театър;
- Георги Ганев – известен български музикант в областта на джаз и поп музиката в България, общественик, един от създателите и солист водачи на Биг Бенда на БНР, дългогодишен директор на МФ „Златният Орфей“.

Прадядо е на популярната български композитор, пианист  и  музикален педагог проф. д.изк.н. Мария Ганева.